# Noideattella
Noideattella là một chi nhện trong họ Oonopidae.